# عبد القادر الشيخلي
عبد القادر عبد الجبار الشيخلي، هو مؤرخ وعالم آثار عراقي.

## نبذة
ولد في مدينة بغداد بالعراق في عام 1955. أكمل دراسته الابتدائية والإعدادية في مدينته بغداد.حصل على بكالوريوس في الآثار والحضارة من كلية الآداب جامعة بغداد.أكمل دراسته العليا في جامعة كمبردج بإنكلترا وحصل على درجة الدكتوراة في الآثار ونواة الحضارة وعلم الإنسان في خريف 1979.
عمل لسنوات عديدة في التنقيب عن الآثار في عدد من مواقع العراق الأثرية في وسط وشمال العراق، وكان مشرفا علميا على تنقيبات إنقاذية واسعة في حوضي سدي حمرين (في محافظة ديالى)، وأسكي الموصل على نهر دجلة في أواخر السبعينات وحتى منتصف الثمانينات من القرن الماضي.
كشف عن حضارة جديدة من مطلع العصر الحجري الحديث في وسط العراق في أواسط الستينات ألقت الكثير من الضوء على معلوماتنا من تلك الفترة الموغلة في القدم. وحاضر لسنوات عديدة في مادة جذور الحضارة والآثار والتاريخ في عدد من جامعات العراق ومعهد التاريخ العربي للدراسات العليا.

## مؤلفاته
- له عشرات الكتب والدراسات أشهرها كتابه «الموجز في تاريخ الحضارت القديمة» في مجلدين.

## وفاته
توفي 2019 بعد مرض عضال ألم به، في إحدى مستشفيات أسطنبول.